# Muriel Angelus
 Muriel Angelus właś. Muriel Angelus Findlay (ur. 10 marca 1909 w Londynie, zm. 22 sierpnia 2004 w Harrisonburgu w stanie Wirginia) – brytyjska aktorka filmowa.